# Ofir Shaham
Ofir Shaham (em hebraico: אופיר שחם; Zihron Yaakov, 23 de novembro de 2004) é uma ginasta rítmica israelense.

## Vida pessoal
A cidade natal de Shaham é a cidade de Zikhron Ya'akov em Israel. Ela estudou na Moshav High School.

## Carreira

### Júnior
Shaham começou a praticar o esporte aos nove anos, quando em busca de uma aula de dança chegou ao ginásio de esportes em Zikhron Ya'akov, onde treinavam ginastas rítmicas. Ela foi atraída pela combinação de ginástica, dança, aparelhos e roupas chamativas. Ilana Brenner foi sua primeira treinadora.
Depois de vencer um campeonato israelense aos 12 anos, ela decidiu que queria ir o mais longe possível no esporte. Seu clube é o Ironi Netanya.

### Sênior
Em setembro de 2021, as audições para o novo grupo nacional israelense começaram, e cerca de 30 meninas de todo o país fizeram o teste. As eliminatórias foram física e mentalmente difíceis, e as ginastas foram eliminadas até que nove ginastas permanecessem. Desde janeiro de 2022, Shaham treina 11 horas por dia, 6 dias por semana, no Instituto Wingate em Israel.
Em 2022, ela foi nomeada parte do novo grupo nacional de Israel. Elas estrearam na Copa do Mundo em Atenas, ganhando medalhas de ouro em 5 aros e 3 fitas + 2 bolas. Depois Baku, onde obtiveram bronze no individual geral e 5 aros. Pamplona (medalha de prata no individual geral), Portimão (ouro no individual geral) e Cluj-Napoca (prata no individual geral e 5 aros).
Nos Jogos Olímpicos de Verão de 2024, em Paris, conquistou a medalha de prata na competição de grupos da ginástica rítmica, ao lado de Diana Svertsov, Adar Friedmann, Romi Paritzki e Shani Bakanov.